# Episodi di Power (sesta stagione)
La sesta e ultima stagione della serie televisiva Power, composta da 15 episodi, è stata trasmessa negli Stati Uniti dal canale via cavo Starz dal 25 agosto 2019 al 9 febbraio 2020.
In Italia, la stagione è andata in onda in prima visione sul canale satellitare Sky Atlantic dal 14 gennaio al 3 marzo 2020.
| nº | Titolo originale          | Titolo italiano             | Prima TV USA      | Prima TV Italia  |
| -- | ------------------------- | --------------------------- | ----------------- | ---------------- |
| 1  | Murderers                 | Chi ha ucciso Angela?       | 25 agosto 2019    | 14 gennaio 2020  |
| 2  | Whose Side Are You On     | Da che parte stai?          | 1º settembre 2019 | 14 gennaio 2020  |
| 3  | Forgot About Dre          | Lascia perdere Dre          | 8 settembre 2019  | 21 gennaio 2020  |
| 4  | Why Is Tommy Still Alive? | Perché Tommy è ancora vivo? | 15 settembre 2019 | 21 gennaio 2020  |
| 5  | King's Gambit             | Scacco al re                | 22 settembre 2019 | 28 gennaio 2020  |
| 6  | Inside Man                | Salvare Tariq               | 29 settembre 2019 | 28 gennaio 2020  |
| 7  | Like Father, Like Son     | Tale padre, tale figlio     | 6 ottobre 2019    | 4 febbraio 2020  |
| 8  | Deal with the Devil       | Patto col diavolo           | 13 ottobre 2019   | 4 febbraio 2020  |
| 9  | Scorched Earth            | Terra bruciata              | 27 ottobre 2019   | 11 febbraio 2020 |
| 10 | No One Can Stop Me        | Nessuno può fermarmi        | 3 novembre 2019   | 11 febbraio 2020 |
| 11 | Still DRE                 | Ancora Dre                  | 5 gennaio 2020    | 18 febbraio 2020 |
| 12 | He Always Wins            | Lui vince sempre            | 12 gennaio 2020   | 18 febbraio 2020 |
| 13 | It's All Your Fault       | È tutta colpa tua           | 19 gennaio 2020   | 25 febbraio 2020 |
| 14 | Reversal of Fortune       | Rovescio di fortuna         | 26 gennaio 2020   | 25 febbraio 2020 |
| 15 | Exactly How We Planned    | Tutto secondo i piani       | 9 febbraio 2020   | 3 marzo 2020     |